# Ramon Klenz
Ramon Klenz (Leipzig, 2 de agosto de 1998) es un deportista alemán que compite en natación. Ganó una medalla de plata en el Campeonato Europeo de Natación en Piscina Corta de 2019, en la prueba de 200 m mariposa.

## Palmarés internacional
| Campeonato Europeo en Piscina Corta | Campeonato Europeo en Piscina Corta | Campeonato Europeo en Piscina Corta | Campeonato Europeo en Piscina Corta |
| Año                                 | Lugar                               | Medalla                             | Prueba                              |
| ----------------------------------- | ----------------------------------- | ----------------------------------- | ----------------------------------- |
| 2019                                | Glasgow (Reino Unido)               | Medalla de plata                    | 200 m mariposa                      |